# Acacia simplex
Acacia simplex är en ärtväxtart som först beskrevs av Anders Sparrman, och fick sitt nu gällande namn av Leslie Pedley. Acacia simplex ingår i släktet akacior, och familjen ärtväxter. Inga underarter finns listade i Catalogue of Life.

## Bildgalleri

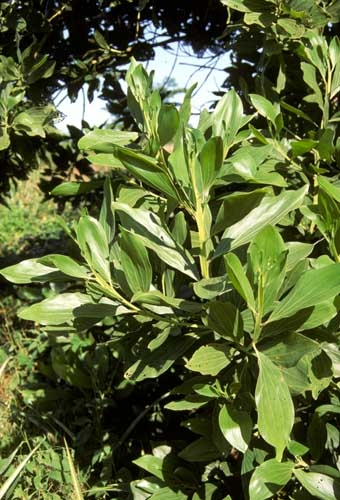